# فیلیپ اورموویچ
فیلیپ اورموویچ (کرواتی: Filip Uremović؛ زادهٔ ۱۱ فوریهٔ ۱۹۹۷) بازیکن فوتبال اهل کرواسی است.
از باشگاه‌هایی که در آن بازی کرده‌است می‌توان به باشگاه فوتبال روبین کازان اشاره کرد.
وی همچنین در تیم‌های ملی فوتبال زیر ۲۱ سال کرواسی و کرواسی بازی کرده‌است.